# Ну
Ну је централна идеја митологије Хауа народа са Нове Гвинеје. Састоји се од тога да постоји однос између хране и људи. Према Хауа народу сва храна осим дивљих биљака садржи ну онога ко ју је направио. „Ну је веома променљива нестатична супстанца која се увек креће. Ну се не преноси од особе до особе само путем свесних активности, већ и кроз ненамерна дејствовања. Уз то, сва трансакција са храном укључује и размену нуа“. Ну се налази у телесним течностима, телесним супстанцима и свим телесним производима. Због овога се представља као „животна влага“. Може имати позитиван или негативан ефекат на људе, јер по мишљењу Хауа народа ну је повезан са развојем и здрављем.

## Друштвени утицај нуа
У култури Хауа читава популација је подељена у два рода која зависе од количине нуа коју особа поседује. Један род чине фигапе, осове са пуно нуа, и у њега спадају жене у плодним годинама, мушка и женска деца (услед тога што су донедавно имала физичку везу са мајком која је пуна нуа) и жене након менопаузе уколико су имале мање од три детета. У фигапе спадају и старци који су током живота имали много сексуалних односа са женама па су се услед овог чина „натопили“ нуом. Други род је какоа и то су особе са мало нуа. У какоре спадају мушкарци између пубертета и старости који су иниципирани у какору кроз период сексуалне апсистенције и недодиривања „женске“ хране помоћу ког не апсорбују ну. У овај род спадају и жене после менопаузе које су у току живота имале више од три детета. Оне спадају у овај род зато што су истрошиле сав ну који су имале и због тога могу бити инициране као мушкарци.